# Тихий, Франтишек
Франти́шек Ти́хий (чеш. František Tichý; 24 марта 1896, Прага — 7 октября 1961, там же) — чешский живописец, график, книжный иллюстратор.

## Биография
Франтишек Тихий родился в 1896 году в Праге. С 1917 по 1923 год Тихий обучался на литографа в пражской Академии изобразительных искусств, однако ушёл оттуда, решив прекратить учёбу.
С 1930 по 1935 год, художник жил и работал во Франции. Он проживал вместе со своей семьёй на окраине Парижа. Основу его заработка в то время составляло крашение и декорация тканей, графика. Некоторое время он работал в цирке. В 1935 году Франтишек Тихий вернулся в Чехословакию.
С 1945 по 1951 год Ф. Тихий читал лекции в Пражской академии искусств, архитектуры и дизайна. В 1951 году Тихого лишили места профессора и запретили преподавать в Академии, к тому же он был вынужден покинуть своё ателье. Вскоре после этого у него развилось серьёзное психическое заболевание, ставшее причиной его смерти.
Умер Франтишек Тихий в 1961 году в Праге. Похоронен на Бржевновском кладбище.

## Творчество

«Паганини» (1947)

Франтишек Тихий принадлежал к ведущим деятелям чехословацкого авангарда. Творческий стиль Тихого сложился во французский период жизни художника. В это время он находился под влиянием таких французских мастеров, как Шарден, Редон и Сёра. В Париже было положено начало главным темам его дальнейшего творчества: цирк, бои быков, улицы, кафе и крыши Парижа, портреты близких людей и натюрморты. Произведения, возникшие в этот период, считаются вершиной творчества художника. На картинах Тихого представлены акробаты, клоуны, фокусники и другие цирковые артисты. Их лица, зачастую в тени, полны грусти или вообще скрыты под маской.
После возвращения в 1935 году в Чехословакию, Франтишек Тихий начал успешно развивать свой французский опыт и расширять диапазон своих тем. У него появились сюжеты из Нового Завета, комедии дель арте, портреты Паганини. На конец 1930-х и 1940-х приходится пик художественной активности Тихого. Он занимается живописью, графикой, сотрудничает с различными издательствами в качестве иллюстратора, создаёт сцены и костюмы для театров. Его произведения регулярно выставлялись в различных галереях.
В 1951 году творчество Франтишека Тихого было объявлено формалистическим и чуждым социалистическому обществу. На протяжении семи лет ему было полностью запрещено публично выставлять свои произведения. В этот период главной темой для художника стал Дон Кихот и его борьба с ветряными мельницами. Многие искусствоведы считают, что последний этап творчества Тихого был далёк от прежнего мастерства.

Марка Чехословакии, автор эскиза — Ф. Тихий, 1949(Mi #583)

Ф. Тихий является автором первого логотипа чешской пивоваренной фирмы Staropramen, а также эскиза почтовой марки Чехословакии 1949 года, посвящённой 50-летию Пражской международной ярмарки.

## Память
Творчество Франтишека Тихого нашло отражение на почтовых марках Чехословакии. Так, в серии 1967 года «Художественные произведения из национальных галерей» на марку номиналом 60 геллеров была помещёна работа «Фокусник с картами» (1934), в серии 1972 года «Чешская и словацкая графика» была представлена картина «Высшая школа (цирковой наездник)» (1949), а в серии 1986 года «Цирк и варьете» — картина «Чревовещатель» (1954).